# Johansson & Carlander

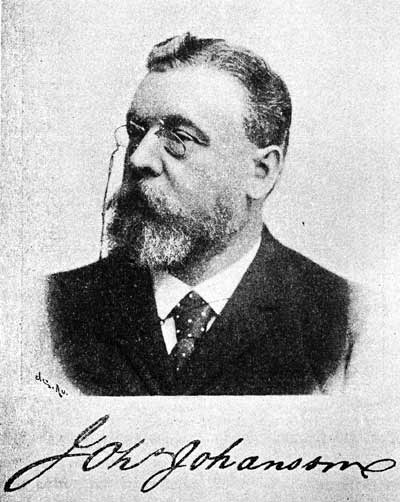
Johannes Johansson (1841-1898)

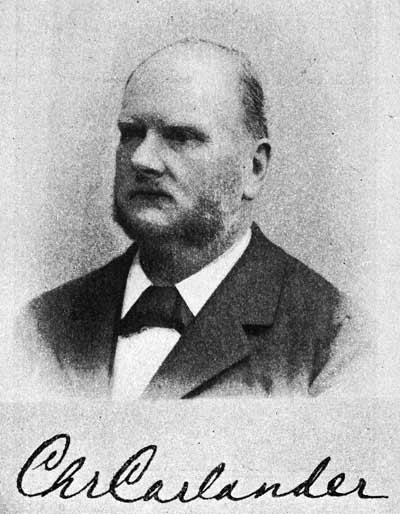
Christofer Carlander (1838-1926)

Johansson & Carlander var ett handels- och textilindustriföretag i Göteborg, grundat 1865 av Johannes Johansson, född 2 mars 1841 i Seglora församling, Marks härad (död 1898) och kyrkoherdesonen Christopher Carlander, född 10 mars 1838 i Hova, Skaraborgs län (död 1926). Företaget kom senare att utvecklas till Gamlestadens fabriker och vidare gick en linje till Svenska kullagerfabriken (SKF) och AB Volvo.

## Bakgrund
Johannes Johansson var son till hemmansägaren Johannes Andreasson i Seglora och far till Knut J:son Mark (1869-1958), Ernst J:son Mark (1870-1908) och Eskil J:son Mark (1879-1927). Efter läroverksstudier i Varberg kom han till Ullman & Bergs, Privata Elementarskolan i Göteborg, gick handelsutbildning i London och Rostock och fick därefter plats som handelsbokhållare hos handelsfirman C J Sirenius & Co vid Skeppsbron 1 i Göteborg 1860-1863. År 1864 vistades han i Frankrike och Schweiz för språk- och handelsstudier. Han blev 1865 kompanjon med Christopher Carlander, far till Axel Carlander, som även han utbildat sig för handelsbanan. Johannes Johansson var bror till vävnadsförläggare August J:son Mark (1848-1900) som 1879 grundade firman Aug. Johansson Mark & Co., vilken 1893 ombildades till Gårda Fabriks AB. Han startade även Nordiska Industri AB 1895.

### Johansson & Carlander
De grundade 1 oktober 1865 firman Johansson & Carlander och övertog ett försäljningsmagasin för garn och vävnader i det så kallade Hennigska huset (namngivet efter grosshandlare Gustav Ferdinand Hennig och uppfört 1845) i hörnet av Kungsportsplatsen 2/Lilla Nygatan 1 i Göteborg. Affärsrörelsen, som gällde både parti- och minutaffärer, koncentrerades 1870 till grossverksamhet medan detaljhandeln överläts på andra personer. 
Handelsfirman Johansson & Carlanders rörelse omfattade försäljning av garner och vävnader från både svenska och utländska fabriker, där bomullsgarnerna utgjorde den större delen. För färgning av bomullsgarnet anlitades firman Levantens färgeri. Garnet - både bomullsgarn och importerat engelskt ullgarn - avsattes i stor utsträckning för hemvävnad. Bland de vävnader man sålde, fanns kläde från Norrköpings ylleindustri samt bomullsvävnader från Tuppens fabriker, eller Norrköpings Bomullsväfveri, i Norrköping, för vilka firman under många år var återförsäljare. Sedan handelsrörelsen alltmer koncentrerades på grosshandel, tog man steget över till produktionsledet. 
I början av 1870 blev Johansson & Carlander intressent i O. L. Hasselgren & Co:s bomullsspinneri Bettyholm vid Grevedammen i Mölndal, och 1872 anlade man väveriet Annelund i hörnet av Fjärde Långgatan och Nordhemsgatan i Göteborg. Annelund var ett mindre företag som 1875 såldes till Claes Johansson. Då rörelsen växte fick man se sig om efter nya lokaler och 1873 köptes det Sahlgrenska huset vid Norra Hamngatan 14, där man inredde lagerrum och kontor och där Johansson och Carlander inrättade sina privatbostäder. Kompanjonerna hade 1868 blivit svågrar, genom att under samma år Johansson gifte sig med Eleonora Lovisa Bourn, och Carlander med hennes syster Isabella Wilhelmina Bourn.

### Gamlestaden
Firmans omsättning växte kraftigt och översteg i slutet av 1870-talet 2,5 miljoner kronor. Då Rosenlundsföretaget tvingades sälja sin stora Gamlestadsfilial, förvärvade Johansson & Carlander 1880 Gamlestaden med dess båda spinnerier. Det var en stor anläggning med cirka 500 arbetare. Det nya spinneriet hade 1873—1875 uppförts av engelsmannen Theodor Webb och spinnmästare var engelsmannen Wilham Robinson, som engagerats 1864 och som kvarstod hos den nya ledningen ända till 1898. Förutom spinneri inrättades ett färgeri 1882, och året därpå startades en tillverkning av fisknät, särskilt sillvadar. Kort efter det att man köpt Gamlestaden gjorde Johansson & Carlander 1882 ytterligare ett stort förvärv, genom köpet av Sjuntorps spinneri som räknades till ett av Sveriges äldsta, anlagt 1814 och där Johansson och Carlander redan tidigare haft intressen. Hela Sjuntorps garnproduktion övertogs därmed av Johansson & Carlander. Johansson & Carlanders andel av Göteborgs totala import av bomull, uppgick 1890 till 21,4%. 
År 1896 sålde Johansson & Carlander sina aktier i Sjuntorp till den ene delägaren i firman, Johannes Johansson, och efter dennes död 1898 blev Sjuntorp i släktens ägo. År 1891 kom den förändringen att för fabrikerna i Gamlestaden bildades ett särskilt bolag, Gamlestadens Fabrikers AB, med ett aktiekapital av 1 miljon kronor som år 1901 genom en nyemission ökades till 2,5 miljoner kronor och ägdes av Johansson och Carlander. 
Handelsfirman Johansson & Carlander ansvarade ända till 1919 för hela försäljningen av Gamlestadens produktion samt av hela Sjuntorps tillverkning. De större garnkunderna var inledningsvis Johannes Johanssons bröder och bolag, nämligen Claes Johansson & Co och August Johansson Mark & Co. Handelsfirmans omsättning, som redan i början av 1890-talet utgjorde 4 miljoner kronor, steg efter hand som fabrikernas produktion ökade och uppgick år 1910 till nära 6 miljoner kronor. Den yngre generationen Knut J:son Mark och Axel Carlander, de hade börjat sin verksamhet i firman 1887, klev in som delägare 1894 i de båda starkt expansiva företagen Johansson & Carlander och Gamlestadens Fabrikers AB. Efter Johannes Johanssons död 1898 övertogs hans roll i firman och Gamlestaden av Knut J:son Mark och i Sjuntorp av de yngre sönerna Ernst J:son Mark och Eskil J:son Mark.